# V roli sebja

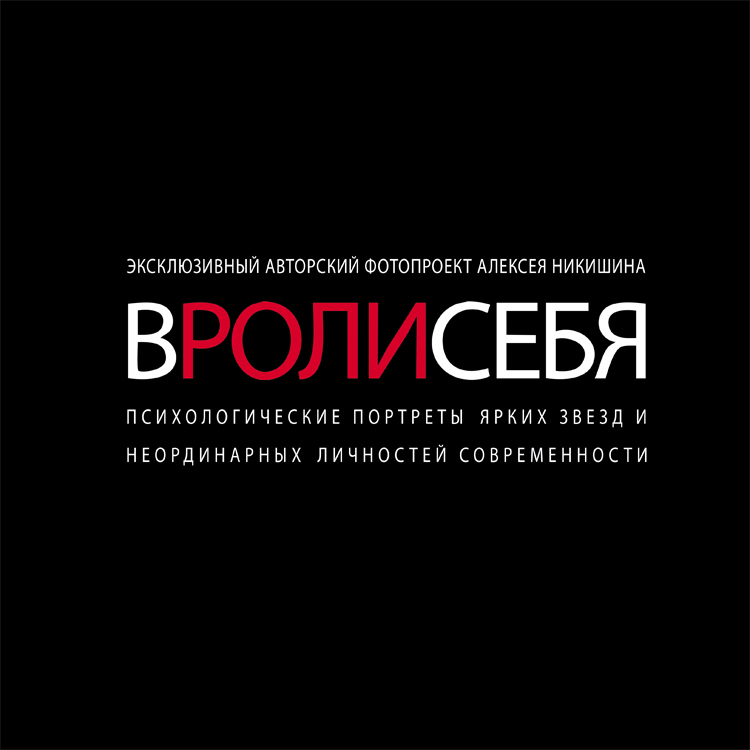

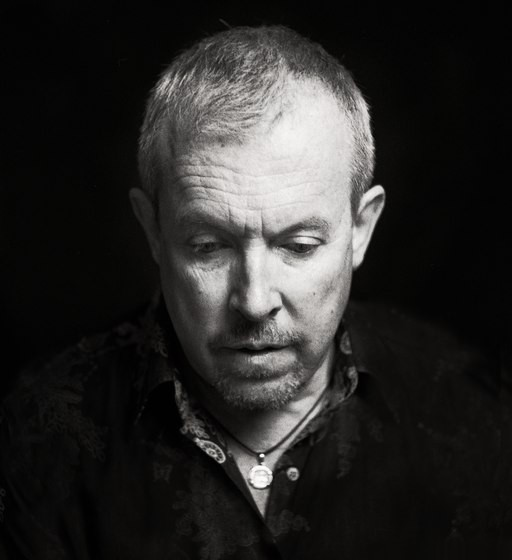
Andrej Makarevič, skupina Mašina vremeni (Stroj času)

V roli sebja (rusky В РОЛИ СЕБЯ, česky Ve vlastní roli) je fotografický cyklus několika výstav psychologických portrétů známých ruských rockových hudebníků, divadelních, filmových a televizních herců a lidí ze showbyznysu. Jeho autorem je ruský fotograf Alexej Nikišin.

## Koncepce projektu
Projekt je koncipovaný autorem jako cyklus několika výstav, na kterých jsou vystaveny psychologické portréty hvězd a jedinečných osobností naší doby. I když autor portrétoval známé osbnosti, na snímcích jejich tváře diváci nemusejí poznat. Mohou to být „jiní lidé“. Hrají tu nejtěžší roli - jsou sami sebou.

## Osnova expozice
Základem každé expozice jsou černobílé snímky - živé psychologické portréty, které jsou podle autora mimo čas a módu. Na tvářích hrdinů nejsou stopy make-upu a stylistů. Nejdůležitější věcí je, že se nehledá na televizní obrazovce známou masku hrdiny, ale živého člověka s celou řadou svých přirozených emocí jako jsou: radost, smutek, únava, mrzutost... Výhoda černobílých fotografií má v tomto případě pozitivní vliv svým nedostatkem pestrých barev a kontrastem světla a stínu zdůrazňují jedinečnou existenci člověka.

## V roli sebja. Část první. Hudba.
V roli sebja. Část první. Hudba. je první částí projektu. Je to série černobílých psychologických portrétů předních ruských rockových hudebníků. Cyklus byl vystaven v březnu 2008 v galerii FotoLoft centra Současného umění „Vinzavod“ a měl velký ohlas v médiích a v uměleckém prostředí. V projektu spolupracovali: Andrej Makarevič, Jevgenij Margulis, Vjačeslav Butusov, Sergej Galanin, Dmitrij Revjakin, Dmitrij Četvergov, Vadim Stěpancov, skupiny Agatha Christie, Uma2rmaH, Kvartál, Krematorij, Piknik, SerGa, Kalinov Most, Bachyt Kompot, Mongol Šuudan, Mango-Mango a mnoho dalších.
| „                  | Smutný portrét? A vy si myslíte, že bychom měli být všichni veselí? Toto není časopis Zdraví. | “ |
| — Andrej Makarevič |                                                                                               |   |

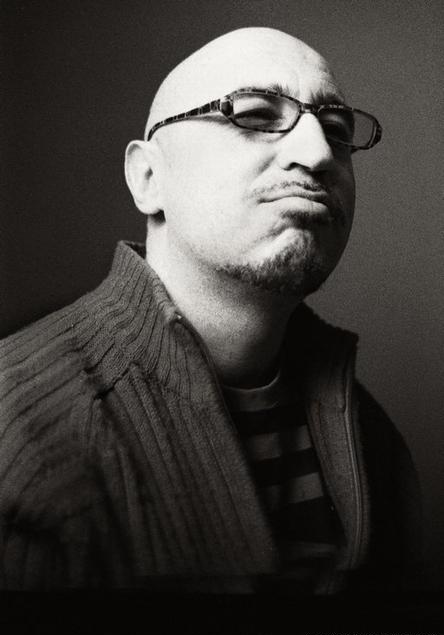
Andrej Gordějev / Skupina Mango-Mango
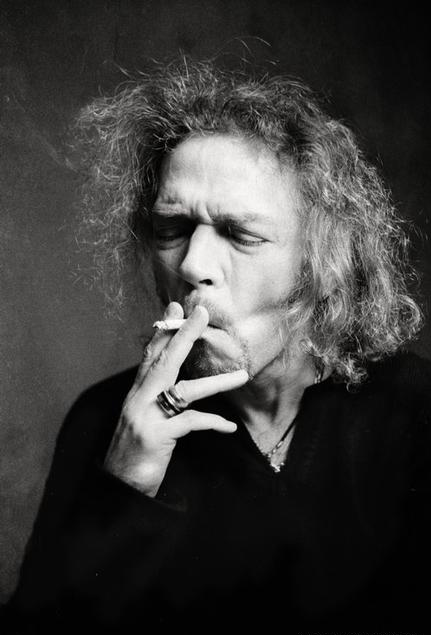
Valerij Skoroděd / Skupina Mongol Šuudan
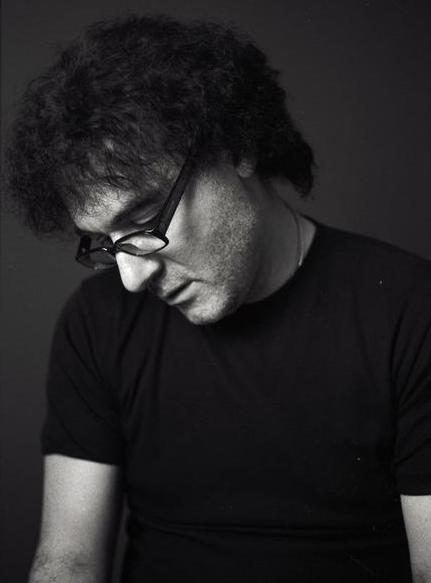
Armen Grigorjan / Skupina Krematorij
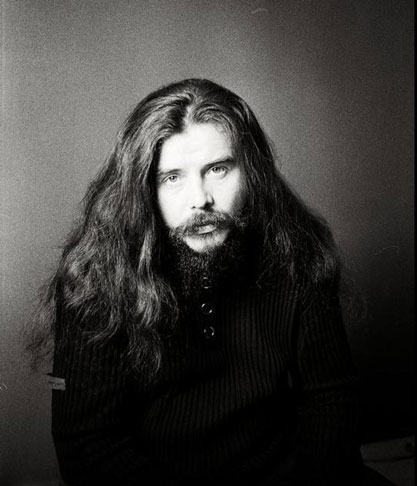
Dmitrij Revjakin / Skupina Kalinov Most
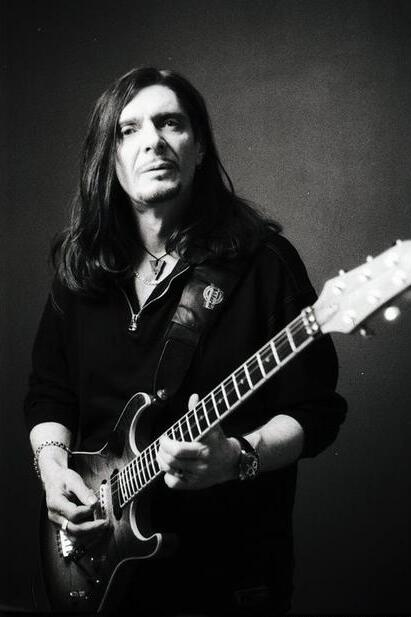
Dmitrij Četvergov
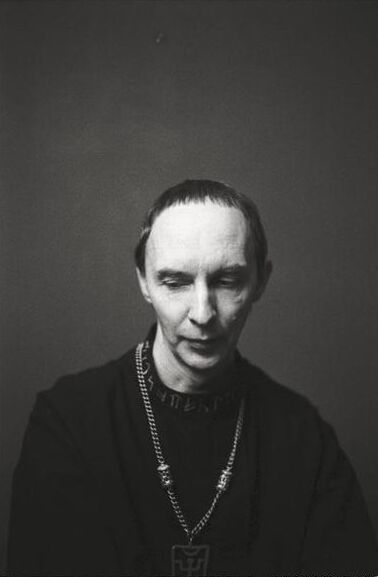
Edmund Škljarskij / Skupina Piknik
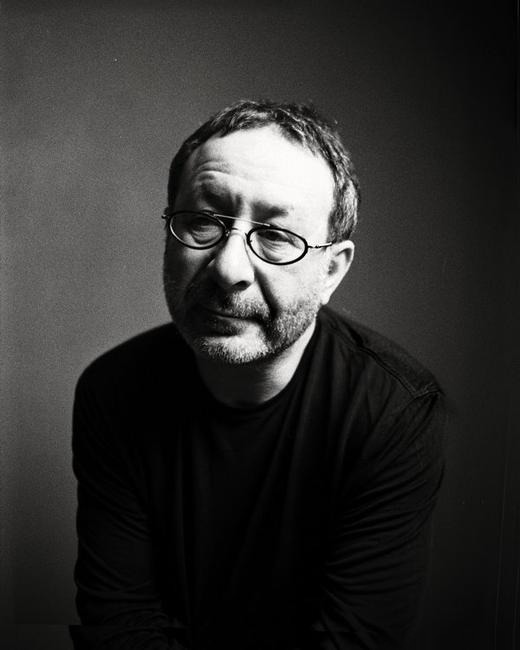
Jevgenij Margulis / Skupina Mašina vremeni (Stroj času)
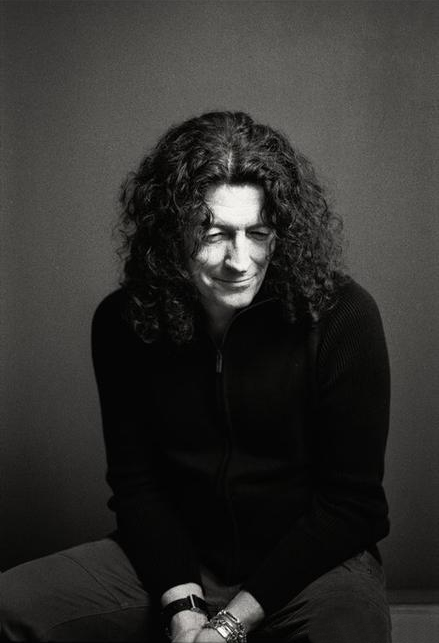
Sergej Galanin / Skupina SerGa
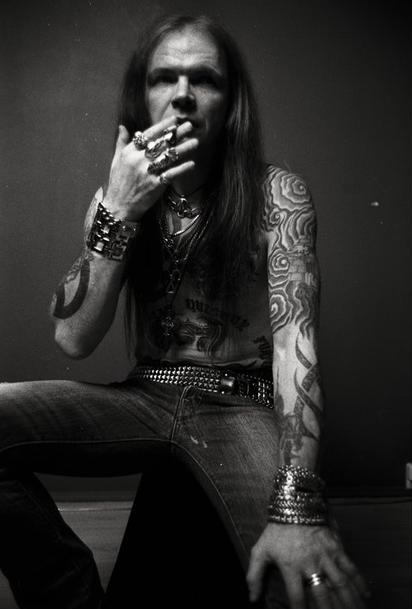
Sergej Marvin / Skupina Marvin
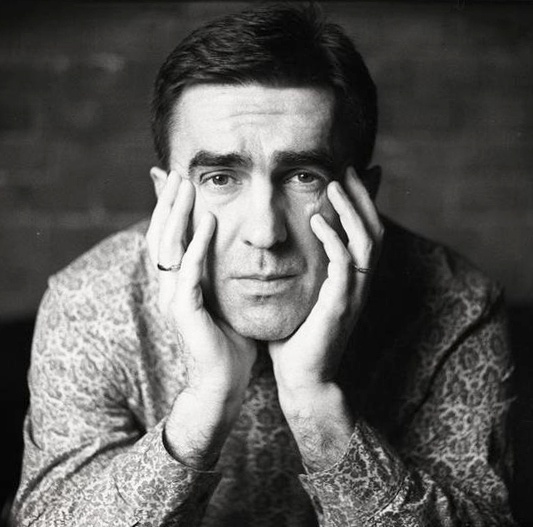
Vjačeslav Butusov / Skupina Nautilus-Pompilius

## V roli sebja. Část druhá. Reinkarnace.

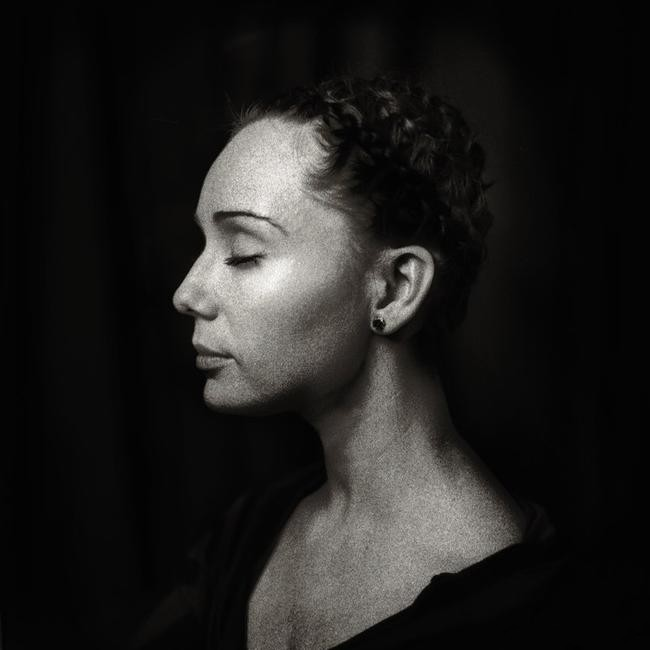
Čulpan Chamatova

Druhá část projektu nese název Reinkarnace a sestává z černobílých portrétů známých ruských televizních, divadelních a kinofilmových herců a ze showbyznysu: herců z hlavních moskevských divadel Lenkom, Sovremenik, Satirikon, Divadlo Mossověta, Divadlo estrády a Moskevské umělecké akademické divadlo A. P. Čechova, účastníci uznávaných muzikálů Metro, Notr Dam de Pari, Iisus Christos - superzvezda, stejně jako mnoho dalších známých osobností zachycených v neobvyklých podobách. Cyklus byl vystaven v listopadu 2008 v galerii FotoLoft Centru současného umění „Vinzavod“ a měla větší ohlas v médiích a uměleckých kruzích než měl cyklus předchozí. V roli sebja. Část druhá. Reinkarnace. byla součástí oficiálního programu Fotobienále 2008 v Moskevském domě fotografie.
Projektu se zúčastnili Čulpan Chamatova, Anton Makarskij, Viktorija Morozova, Marina Alexandrova, Ivan Stěbunov, Artur Smoljaninov, Anastasija Voločkova, Igor Kvaša, Anna Bolšova, Marina Golub, Viktor Veržbickij, Paul Ljubimcev, Alexandr Revva a Gavr z Comedy Clubu, Marija Šalajeva, Jevgenij Pronin, Valerij Jarjomenko, Timofej Tribuncev, Natalja Soldatova, Alexandr Zbrujev, Jelena Šanina, Inga Oboldina, Jurij Kolokolnikov, Alla Juganova, Stanislav Rjadinskij, Anna Těrechova, Ivan Volkov a mnoho dalších.
| „                  | Nikišinovi se podařilo zachytit mne nikoli takovou, jaká jsem, ale takovou, jakou bych chtěla být. | “ |
| — Čulpan Chamatova | |   |

Reinkarnace
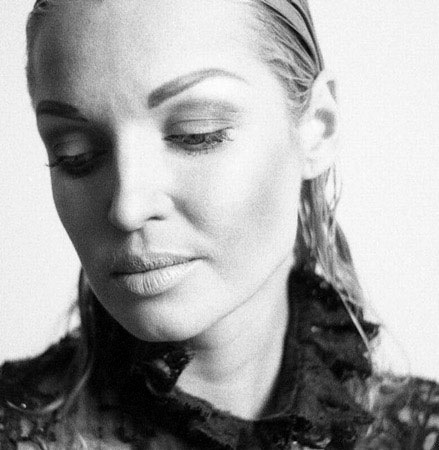
Anastasija Voločkova
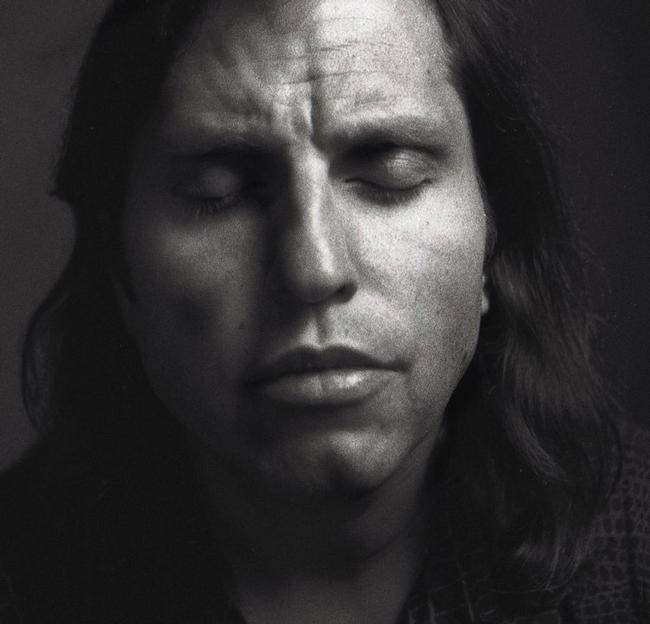
Alexandr Revva
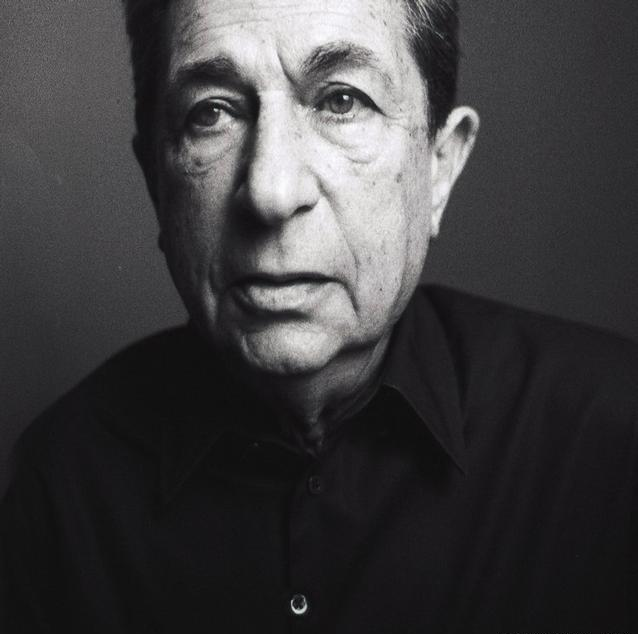
Igor Kvaša
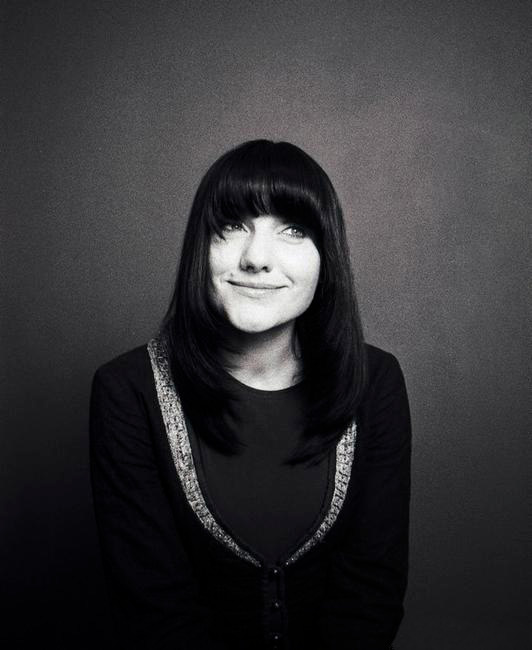
Inga Oboldina
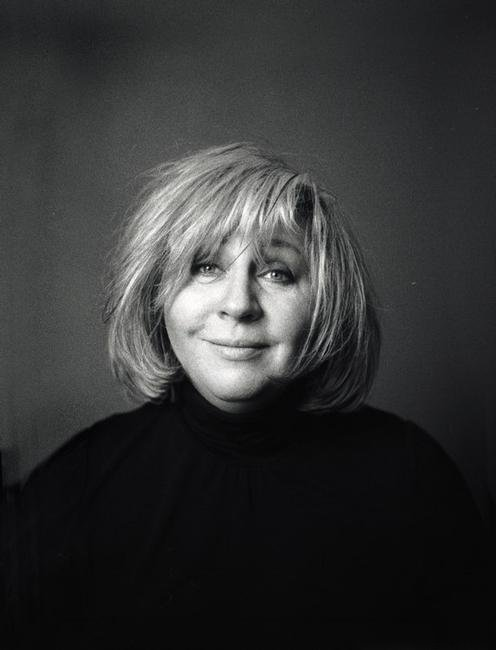
Marina Golub
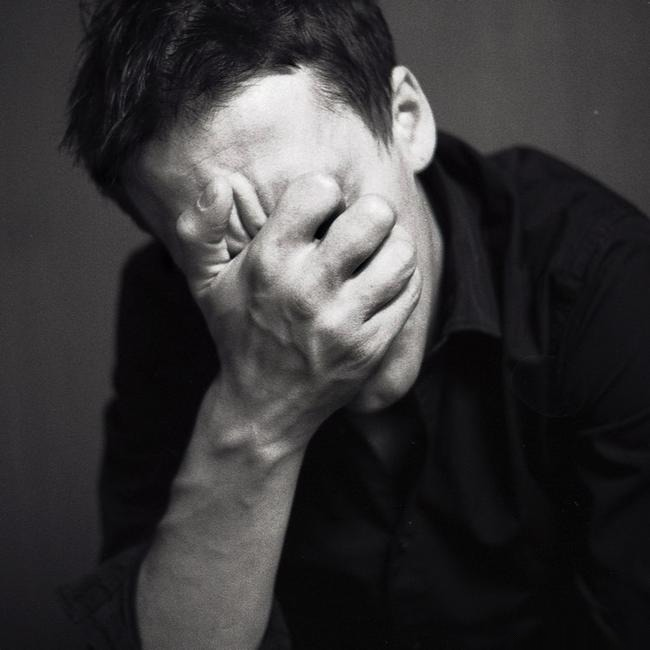
Artur Smoljaninov
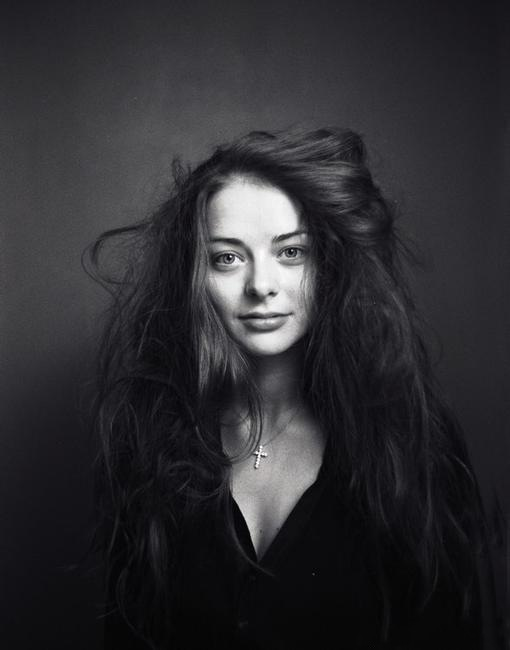
Marina Alexandrova
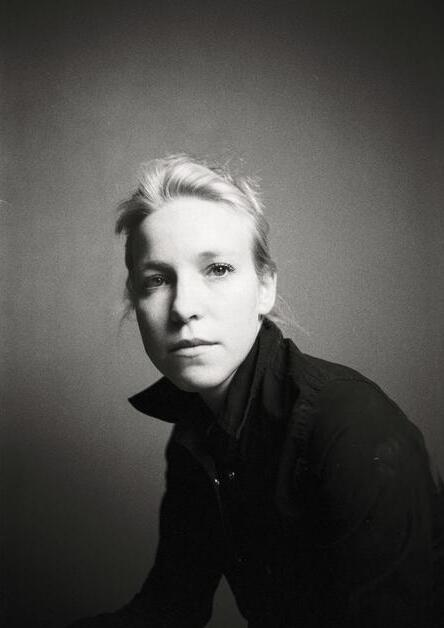
Marija Šalajeva
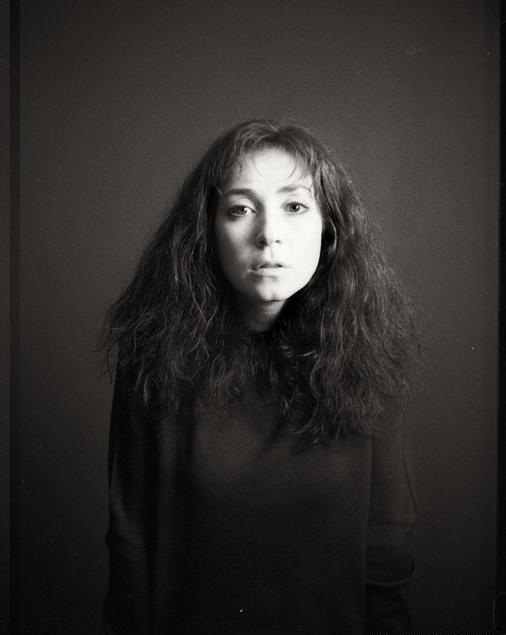
Anna Bolšova
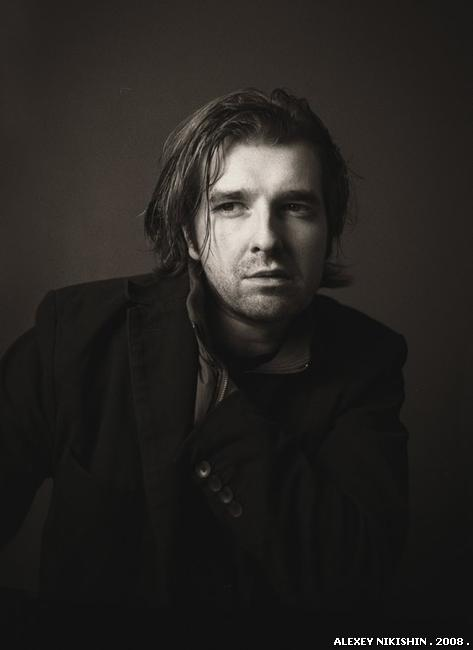
Ivan Volkov

## Historie projektu
V rozhovoru Alexej Nikišin řekl:

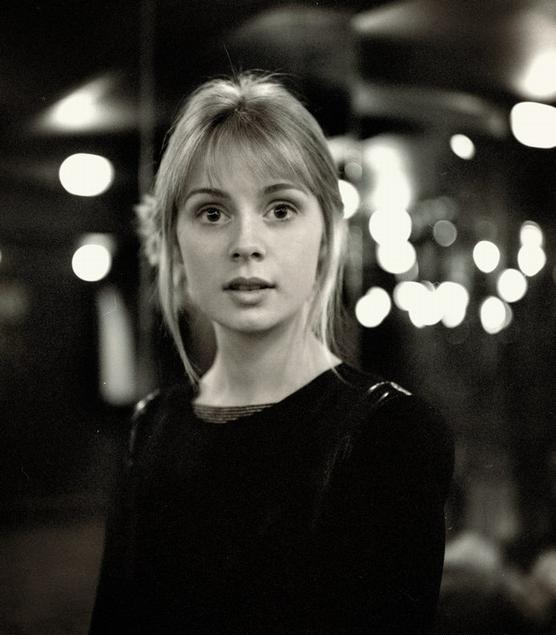
Alla Juganova

Při vytváření portrétů "hvězd", které již nejednou fotografovalo mnoho slavných fotografů, jsem cítil velkou zodpovědnost. Potřeboval jsem z nich "dostat" něco úplně jiného, nového. Každá fotografie musela být jedinečná, neopakovatelná, nesměla s k ní najít podobné. Stál přede mnou těžký úkol.
Má první "hvězdná" modelka byla Alla Juganova, slavná herečka divadla "Lenkom". Alla - mimořádná krasavice a člověk s překrásnou duší. Spolupracovat s ní bylo zábavné a snadné. Kromě toho mi hodně pomohla - práce s ní mne utvrdila v mých úmyslech. Protože do té doby jsem si nebyl jistý, jaký plán by bylo možné zrealizovat. A právě fotografií Ally v roce 2006 začal projekt psychologických portrétů celebrit V roli sebja.
Brilantní talent mnoha „hvězd“ je často spojen s jejich vnitřní nejistotou a neochotou být sám sebou „všem lidem na očích“. Vidím, že je pro ně mnohem jednodušší představovat sebe v určité „roli“, když své vlastní stinné „Já“ mohou za cizím obrazem. I když mentálně je jejich duše „svlečená do naha“, beztak není snadné zjistit, jací doopravdy jsou.
Snímajíc tento projekt, jsem se použitím staré techniky v podstatě vyhnul charakteristickým obrazům profesionální módy a divadla. Chtěl jsem zachytit na klasickém filmu vnitřní život hrdiny - osvobodit lidi od jejich masek a vnést nový život do světa tradičního "hvězdného" portrétu. To je důvod, proč byl celý projekt v černobílém provedení. Hrdinové na mých fotografiích nevypadají jako vyglancované modely. Oni se nebojí ukázat upřímnost - jsou zcela přírodní, bez syntetiky plastmasové plastiky. Na všech fotografiích je vše pravdivé.
Navrácením se zpět k jednoduchosti a stylu fotografie 60. let minulého století, jsem chtěl ukázat, jak osobnost dominuje nad dekorativností. Na snímcích nedominuje scenérie a složité pózy. Je na nich však silná vnitřní emoce, lehký náznak smutku, expresivita, upřímnost a vnitřní pravdivost, to vše tak neobvyklé pro moderní portréty "hvězd". Během svého projektu odmítám služby vizážistů a stylistů, ředitelů a agentů. Raději pozývám "hvězdy" na fotografování do svého ateliéru a k některým, když je poznám osobně, se dostanu do těsného kontaktu. Snažím se, aby se mé modely cítily v pohodě a úplně mi důvěřovaly. Je pro mne velmi důležité, aby během vytváření cyklu z něho měly stejnou radost, stejně jako mám já.
Samozřejmě, portrétování „hvězd“ probíhalo v atmosféře konstantního časového tlaku. Koneckonců „hvězdy“ vedou velmi intenzivní život: neustálé zkoušky, opakování, nahrávání, koncertování, vystoupení, setkání - téměř neexistuje žádný volný čas, vybrat tři hodiny pro fotografování v mém ateliéru je neuvěřitelně obtížné. Moje postavy žijí ve svém vlastním časovém měřítku, který se zpravidla jen zřídka shoduje s rytmem fotografování. Je neuvěřitelně těžké „vytáhnout“ něco z člověka v tak krátkém společném čase setkání, zvláště pokud ho vidíte poprvé.
Dnes se fotografický portrét stal velmi marnotratným. Když fotografuji „hvězdy“, vždy se snažím o to, aby pochopily, že musíme pořídit portrét, který se nebudeme stydět ukázat ani za 10 let. Ladím model nikoli na momentální chvíli, ale na věčnost. Snažíme se společně o portrét, který bude mimo čas a módu.
Bohužel, masa fotografů musí portrétovat „hvězdy“ tak, jak to požadují časopisy a noviny a nikoli tak, jak to vidí oni sami. Myslím si, že tato série portrétů pomůže otevřít všechny známé mediální osobnosti z nových a neznámých stran.

## Budoucnost projektu
V plánech autora projektu Alexeje Nikišina je uspořádat ještě několik výstav v podobném duchu. Jedna z nich by měla být věnována současným ruským spisovatelům, autorům bestselerů.